# Vlag van Terheijden

Vlag van de gemeente Terheijden
(1963-1997)

De vlag van Terheijden werd op 25 april 1963 bij raadsbesluit vastgesteld als de gemeentelijke vlag van de Noord-Brabantse gemeente Terheijden. De vlag kan als volgt worden beschreven:
Blauw, met een naar drie zijden overstekend geel Sint-Antoniuskruis, waarvan de armen een dikte hebben van 1/3 van de vlaghoogte en geplaatst in de zin van de vlag, over de volle lengte.
De vlag is gebaseerd op het gemeentewapen, waarbij de H. Antonius is vervangen door zijn symbool. De drie armen van het kruis kunnen ook worden gezien als een verwijzing naar de drie kerkdorpen waaruit de gemeente bestond.
Op 1 januari 1997 is Terheijden opgegaan in de gemeente Made (in 1998 hernoemd naar Drimmelen), waarmee de vlag als gemeentevlag kwam te vervallen.

## Verwante afbeelding

Wapen van Terheijden
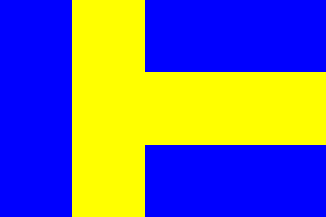
Vlagtekening volgens Kl. Sierksma Nederlands Vlaggenboek (1962)

Aalburg 
· Aarle-Rixtel 
· Alphen en Riel 
· Bakel en Milheeze 
· Beek en Donk 
· Beers 
· Berghem 
· Berkel-Enschot 
· Berlicum 
· Bladel en Netersel 
· Borkel en Schaft 
· Boxmeer 
· Budel 
· Chaam 
· Cuijk 
· Cuijk en Sint Agatha 
· Den Dungen 
· Diessen 
· Dinteloord en Prinsenland 
· Drunen 
· Dussen 
· Engelen 
· Erp 
· Esch 
· Escharen 
· Fijnaart en Heijningen 
· Geffen 
· Geldrop 
· Gemert 
· Giessen 
· Ginneken en Bavel 
· Grave 
· 's Gravenmoer 
· Haaren 
· Halsteren 
· Haps 
· Heesch 
· Heeswijk-Dinther 
· Heeze 
· Helvoirt 
· Hoeven 
· Hooge en Lage Mierde 
· Hooge en Lage Zwaluwe 
· Hoogeloon, Hapert en Casteren 
· Huijbergen 
· Klundert 
· Landerd 
· Leende 
· Liempde 
· Lieshout 
· Lith 
· Luyksgestel 
· Maarheeze 
· Maasdonk 
· Made en Drimmelen 
· Megen, Haren en Macharen 
· Mierlo 
· Mill en Sint Hubert 
· Moergestel 
· Nieuw-Ginneken 
· Nieuw-Vossemeer 
· Nistelrode 
· Nuland 
· Oeffelt 
· Oost-, West- en Middelbeers 
· Oploo, Sint Anthonis en Ledeacker 
· Ossendrecht 
· Oud en Nieuw Gastel 
· Oudenbosch 
· Prinsenbeek 
· Putte 
· Raamsdonk 
· Ravenstein 
· Reusel 
· Riethoven 
· Rijsbergen 
· Rijswijk 
· Roosendaal en Nispen 
· Rosmalen 
· Schaijk 
· Schijndel 
· Sint Anthonis 
· Sint-Oedenrode 
· Sprang-Capelle 
· Standdaarbuiten 
· Terheijden 
· Teteringen 
· Uden 
· Udenhout 
· Veghel
· Vessem, Wintelre en Knegsel 
· Vierlingsbeek 
· Vlijmen 
· Wanroij 
· Waspik 
· Werkendam 
· Westerhoven 
· Willemstad 
· Woudrichem 
· Wouw 
· Zeeland 
· Zevenbergen